# Interporto

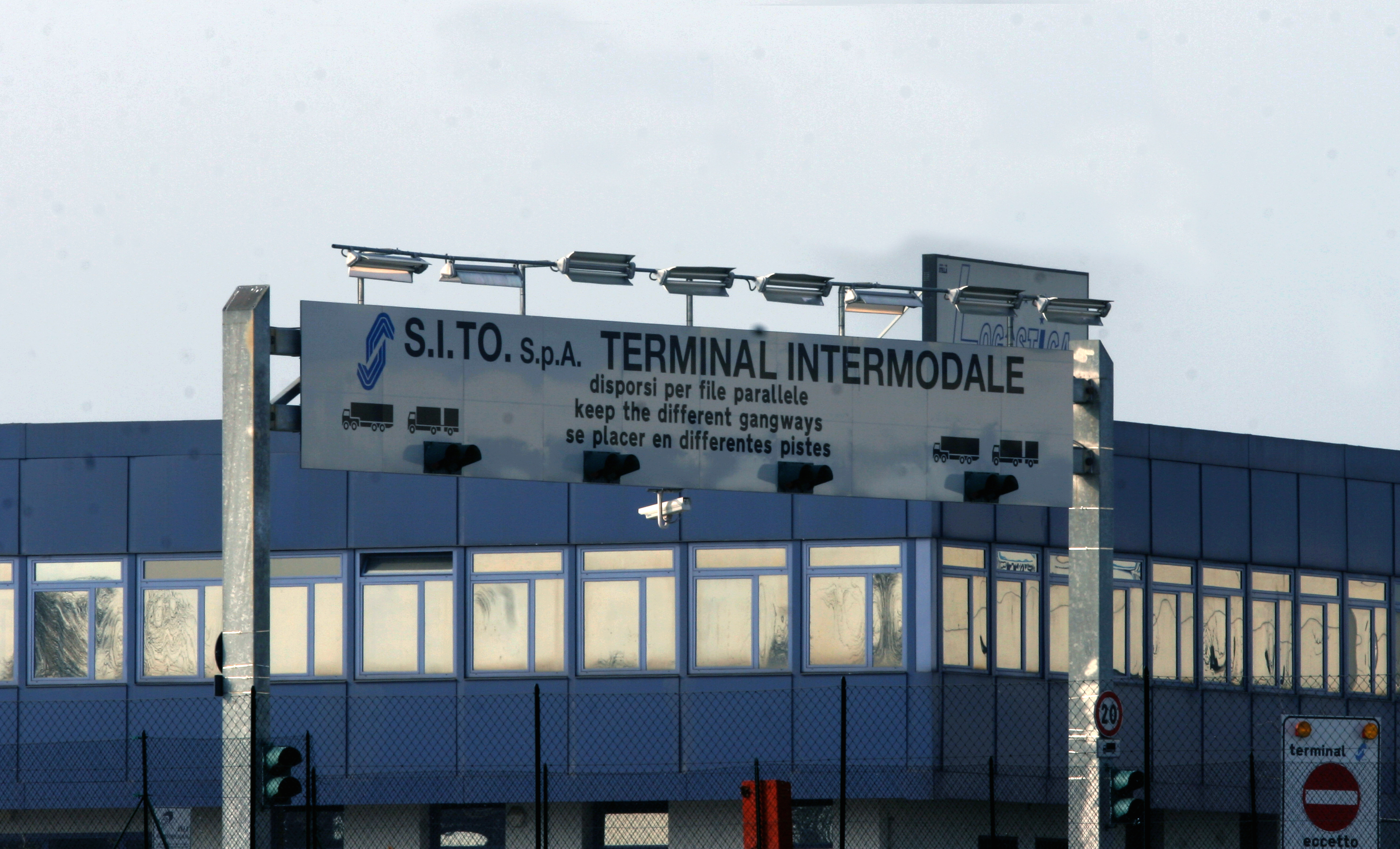
Una delle entrate dell'interporto di Torino

L'interporto rappresenta il raggruppamento in un'unica entità di alcune delle numerose realtà nel mondo del trasporto delle merci, quali il trasporto internazionale via camion, il trasporto ferroviario, le autorità doganali e la distribuzione nazionale delle merci.
A questo scopo, normalmente alla periferia delle grandi città, sono sorti dei quartieri adibiti all'interscambio delle merci, provvisti di terminal ferroviari sia per le merci normali che per i trasporti intermodali, di magazzini per le merci, sia refrigerate che normali, destinate ad una semplice consegna nelle città prossime, di uffici e magazzini doganali.
Viene definito: «un complesso organico di strutture e servizi integrati e finalizzati allo scambio di merci tra le diverse modalità di trasporto, comunque comprendente uno scalo ferroviario idoneo a formare o ricevere treni completi e in collegamento con porti, aeroporti e viabilità di grande comunicazione.»
Tali complessi sono spesso definiti anche come "autoporto" - soprattutto nel caso non sia presente il collegamento su rotaia pur raggruppando nella stessa zona geografica molte realtà collegate direttamente al trasporto di merci - e, quando integrate con una struttura portuale, come "retroporto".
Si tratta di un tentativo di liberare in parte le città dall'assedio dei mezzi pesanti, consentendo che le merci vengano smistate in centri adatti, spostate da mezzi grandi a mezzi più piccoli e perciò maggiormente adatti alla consegna nei centri urbani, sia ai negozi che ai singoli utilizzatori finali.
Altra intenzione è quella di spostare verso la periferia delle città le dogane per evitare le lunghe file di automezzi fermi in attesa dell'espletamento delle pratiche necessarie.